# Celosterna pollinosa
Celosterna pollinosa är en skalbaggsart som beskrevs av Jean Baptiste Lucien Buquet 1859. Celosterna pollinosa ingår i släktet Celosterna och familjen långhorningar. Inga underarter finns listade.